# 29-я флотилия кригсмарине
29-я флотилия подводных лодок кригсмарине — подразделение военно-морского флота нацистской Германии в период Второй мировой войны.

## История
29-я флотилия была создана в сентябре 1941 года на базе 23-й флотилии для ведения боевых действий в Средиземноморье. Первоначально база флотилии располагалась в Ла-Специи. Командующим флотилией стал корветтен-капитан Франц Беккер. В августе 1943 года была перенесена в Тулон (Франция).
29-я флотилия была расформирована в сентябре 1944 года, когда последние 8 лодок флотилии были уничтожены в Тулоне, а лодки U-565 и U-596 были переведены в Саламин.

## Состав
В состав 29-й флотилии входила 51 подводная лодка:
| Тип  | Количество |
| ---- | ---------- |
| VIIB | 3          |
| VIIC | 49         |

U-73, U-74, U-77, U-81, U-83, U-97, U-205, U-223, U-230, U-301, U-303, U-331, U-343, U-371, U-372, U-374, U-375, U-380, U-407, U-409, U-410, U-414, U-421, U-431, U-443, U-450, U-453, U-455, U-458, U-466, U-471, U-557, U-559, U-562, U-565, U-568, U-573, U-577, U-586, U-593, U-596, U-602, U-605, U-616, U-617, U-642, U-652, U-660, U-755, U-952, U-967,U-969.

## Командиры
| Время                       | Командующий флотилией             |
| --------------------------- | --------------------------------- |
| декабрь 1941 — май 1942     | корветтен-капитан Франц Беккер    |
| май 1942 — июль 1943        | корветтен-капитан Фриц Фрауэнхайм |
| август 1943 — сентябрь 1944 | корветтен-капитан Гюнтер Ян       |